# Шелегов, Олег Викторович
Оле́г Ви́кторович Ше́легов (5 февраля 1985, Тверь) — российский гребец-каноист, выступает за сборную России с 2009 года. Бронзовый призёр чемпионата Европы, многократный победитель национальных и молодёжных регат. На соревнованиях параллельным зачётом представляет Тверскую область и Пермский край, мастер спорта международного класса.

## Биография
Олег Шелегов родился 5 февраля 1985 года в Твери. В детстве увлекался единоборствами и плаванием, имел успехи в боксе, однако из-за полученной травмы вынужден был оставить этот вид спорта. Активно заниматься греблей начал в возрасте десяти лет, проходил подготовку в тверском центре спортивной подготовки «Школа высшего спортивного мастерства», тренировался у таких специалистов как В. Е. Фролова и В. Н. Кудяков. По юниорам трижды становился чемпионом мира, был победителем и призёром молодёжных чемпионатов Европы.
Первого серьёзного успеха на международном уровне добился в 2009 году, когда попал в основной состав российской национальной сборной и благодаря череде удачных выступлений удостоился права защищать честь страны на взрослом чемпионате Европы в немецком Бранденбурге. В четырёхместном экипаже, куда также вошли гребцы Роман Кругляков, Илья Штокалов и Иван Кузнецов, завоевал бронзовую медаль на дистанции 1000 метров, пропустив вперёд лишь титулованных венгров и немцев. В 2013 году выиграл сразу три медали на всемирном студенческом форуме гребцов в Казани, в том числе одну золотую в зачёте каноэ-четвёрок на двухсотметровой дистанции.
По состоянию на 2014 год Шелегов остаётся в составе сборной России и продолжает участвовать в крупнейших мировых регатах. За выдающиеся спортивные достижения удостоен почётного звания «Мастер спорта России международного класса». Имеет высшее образование, окончил Тверской государственный университет, где обучался на факультете физической культуры.